# Tvärskog
Tvärskog – miejscowość (tätort) w Szwecji, w regionie administracyjnym (län) Kalmar, w gminie Kalmar.
Według danych Szwedzkiego Urzędu Statystycznego liczba ludności wyniosła: 399 (31 grudnia 2015), 397 (31 grudnia 2018) i 394 (31 grudnia 2019).